# Lijst van burgemeesters van Castricum
Dit is een lijst van burgemeesters van de Nederlandse gemeente Castricum in de provincie Noord-Holland.
| Ambtsperiode                       | Naam burgemeester                                    | Partij of stroming | Bijzonderheden                                          |
| ---------------------------------- | ---------------------------------------------------- | ------------------ | ------------------------------------------------------- |
| januari 1813 - 1836                | Pieter Kieft                                         |                    |                                                         |
| 20 januari 1837 - 13 mei 1852      | Jan de Quack                                         |                    | tevens burgemeester van Beverwijk (1828-1848)           |
| 13 mei 1852 - 1867                 | jhr. Jacob Rendorp van Marquette                     |                    |                                                         |
| 21 januari 1868 - 1 juli 1869      | Hermanus Zaalberg                                    |                    |                                                         |
| 1 juli 1869 - 1 december 1877      | Carel Hendrik Moens                                  |                    |                                                         |
| 1 december 1877 - 1 juni 1888      | jhr. mr. J.W.G. Boreel van Hogelanden                | Liberale Unie      |                                                         |
| juni 1888 - 1 juni 1918            | Johannes Mooij                                       |                    |                                                         |
| 1 juli 1918 - 10 november 1936     | Petrus H.L.J. Lommen                                 |                    |                                                         |
| 15 februari 1937 - 4 december 1941 | C.A.F.H.W.B. van den Clooster baron Sloet tot Everlo | RKSP / NSB         |                                                         |
| 30 juni 1942 - 9 mei 1945          | W.J. Masdorp                                         | NSB                | tevens waarnemend burgemeester van Uitgeest (1943-1945) |
| mei 1945 - november 1945           | J.J. Nieuwenhuijsen                                  |                    | waarnemend; tevens burgemeester van Limmen              |
| 15 november 1945 - 1 december 1968 | C.F. Smeets                                          | KVP                |                                                         |
| 1 januari 1969 - 1 november 1977   | W.C.A.M. van Boxtel                                  | KVP                |                                                         |
| 1 april 1978 - 31 mei 1985         | J.Ch. Gmelich Meijling                               | VVD                |                                                         |
| 16 januari 1986 - 1998             | J.M. Schouwenaar                                     | VVD                |                                                         |
| 10 maart 1998 - 31 december 2001   | C.J.D. Waal                                          | PvdA               | waarnemend                                              |
| 1 januari 2002 - 17 juni 2002      | W.J. Kozijn                                          | PvdA               | waarnemend                                              |
| 17 juni 2002 - 1 mei 2011          | A. Emmens-Knol                                       | PvdA               |                                                         |
| 1 september 2011 - 11 mei 2023     | A. Mans                                              | VVD                |                                                         |
| 1 juni 2023 - 28 maart 2024        | H.C. Heerschop                                       | partijloos         | waarnemend                                              |
| 28 maart 2024 - heden              | Ben Tap                                              | D66                |                                                         |